# 헤센카셀군
헤센카셀군은 헤센카셀 방백국의 정규군이다.
헤센카셀군은 헤센카셀 방백국의 주요 경제적 원천이자 중요한 자산으로, 다른 신성 로마 제국 내 소국처럼 외인 부대를 꾸려 파견하기도 하였다. 헤센카셀 방백국은 동시대 유럽 국가들 중 인구 대비 군인 비율이 상당히 높았다. 사기 역시 높았으며, 적에게도 인정받을 정도로 실력이 뛰어났다.
헤센카셀군은 1567년 헤센카셀 방백국이 수립했을 때부터 헤센 전쟁에 참여해 전투를 경험했으며, 스페인 왕위계승전쟁과 오스트리아 왕위계승전쟁, 7년 전쟁, 미국 독립 전쟁 등 여러 전쟁에서 입지를 증명했다.